# Claude Le Prat
Claude Le Prat, qui signait Klaoda ar Prat, ou Pluenzir, né le 25 janvier 1875 à Brest (Finistère) et mort le 13 avril 1926 à Vern d'Anjou, est un auteur breton écrivant en langue bretonne. Il a écrit plusieurs romans, contes, pièces de théâtre, et poésies. 
Parmi ses différentes œuvres, son roman Chomit er gêr ! mettant en garde les jeunes bretonnes des dangers et vices de la vie moderne à Paris, a été couronné en 1913 par l’Association Régionaliste Bretonne.

## Biographie
Claude Le Prat était maître d'école à Landivisiau, dans le Léon, de 1891 à 1914, quand il dut partir à la guerre à 39 ans. 

## Œuvres
- Chomit er gêr !, Redon, édition des Imprimeries Réunies, vers 1913[2]
- An Teir C'had, Saint Brieuc, Ti moulerezh Sant Gwilherm[3],
- Mouez-Reier Plougastell (Voix des rochers de Plougastel), 1905.
- Trubuilhoù an aotroù Gargam, Saint Brieuc, édition de la Ti-Moulerez Sant-Gwilherm, 1909.
- Nozveziou an Arvor, Saint-Brieuc, édition de la Ti-Moulerez Sant-Gwilherm, 1909[4].

## Citations
- « Ses vers sont bien frappés, harmonieux et traversés par un véritable souffle poétique ». (Cardinal Dubourg)